# Carl Friedrich von Weizsäcker
Carl Friedrich von Weizsäcker (Kiel, 1912. június 28. – Söcking am Starnberger See, 2007. április 28.) német atomfizikus, filozófus, Richard von Weizsäcker bátyja.

## Életpálya
Tanulmányait Stuttgartban, Bázelben, és Koppenhágában végezte. 1929-től 1933-ig matematikát és csillagászatot tanult Berlinben és Göttingenben. Werner Heisenberg tanácsára Lipcsébe elméleti és atomfizikát tanult. Doktori munkájának mentora Friedrich Hund volt. A Harmadik Birodalom idején Németországban maradt és segítette az atomprogramot. A második világháború után az atomfegyverek korlátozásáért szállt síkra, és főleg filozófusként tett szert hírnévre. Hamburgban katedrát kapott, ahol elsősorban Platónról és Kantról fejtette ki nézeteit.

## Kutatási területei
Az atommag cseppmodelljét alkotta meg és egy a csillagok energiaciklusáról szóló elméletet is kidolgozott. Hans Albrecht Bethe tudóstársával megállapította, hogy a magfúzió termeli az energiát a Napban.

## Szakmai sikerek
1989-ben Templeton-díj elismerésben részesült, a díj amolyan vallási Nobel-díjként funkcionál.

## Magyarul
- Válogatott tanulmányok; vál. Csermák Kálmán, ford. Csermák Kálmán, Nagy Imre, Vitális László, utószó Hraskó Péter; Gondolat, Bp., 1980
- A német titanizmus; vál. Ara-Kovács Attila, ford. Molnár Anna; Európa, Bp., 1989 (Mérleg)